# Ingel
Ingel är ett könsneutralt förnamn. 90 män har namnet i Sverige och 54 kvinnor. Flest bär namnet i Stockholm, där 19 män och 15 kvinnor har namnet.